# Jihoamerické malé kočky
Jihoamerické malé kočky, tedy kočky rodu Oncifelis, jsou malé kočkovité šelmy žijící v jižní části Jižní Ameriky. Známe tři druhy těchto šelem, místo jednoho druhu kočka pampová se někdy popisují tři samostatné druhy.
Jsou to malá až středně velká zvířata, jeden druh, kočka tmavá, je nejmenší kočkovitou šelmou západní polokoule. Všechny druhy mají skvrnitou srst, ale melanističtí jedinci nejsou výjimkou. Kočka pampová i kočka slaništní byly ve velkém loveny po omezení obchodu s kožešinami ocelota. Dnes jsou chráněné.
Všechny druhy se proporcemi podobají kočce domácí, mají ale širokou a vypouklou lebku. První horní třenový zub je velmi malý nebo úplně chybí. Další odlišností tohoto rodu je také počet chromozómů - 36 oproti 38 ostatních kočkovitých šelem. Je to znak, který sdílí s dalším rodem kočkovitých - s oceloty rodu Leopardus. Wilson & Reeder v aktualizované verzi Mammal Species of the World (2005) proto na základě jejich blízké příbuznosti řadí kočky rodu Oncifelis právě do rodu Leopardus. Ukazuje se ale, že rod Oncifelis není přirozený, protože druhy, které do něj patří, si v rámci rodu Leopardus nejsou nijak zvlášť příbuzné; kočka slaništní a kočka tmavá jsou sice sesterské druhy, ale kočka pampová (pravděpodobně soubor tří samostatných druhů) je příbuzná spíše kočce horské (Leopardus jacobita).

## Druhy
- Oncifelis (Leopardus) colocolo - kočka pampová
  - Leopardus colocolo
  - Leopardus pajeros
  - Leopardus braccatus
- Oncilelis (Leopardus) geoffroyi - kočka slaništní
- Oncifelis (Leopardus) guigna - kočka tmavá